# لیوکسمبورگ (شهرستان ایسیق‌آتا)
لیوکسمبورگ (به لاتین: Lyuksemburg) یک روستا در قرقیزستان است که در شهرستان ایسیق‌آتا واقع شده‌است. لیوکسمبورگ ۵٬۵۲۸ نفر جمعیت دارد.